# Bicava illustris
Bicava illustris is een keversoort uit de familie schimmelkevers (Latridiidae). De wetenschappelijke naam van de soort werd in 1879 gepubliceerd door Edmund Reitter.